# Myriam Thyes

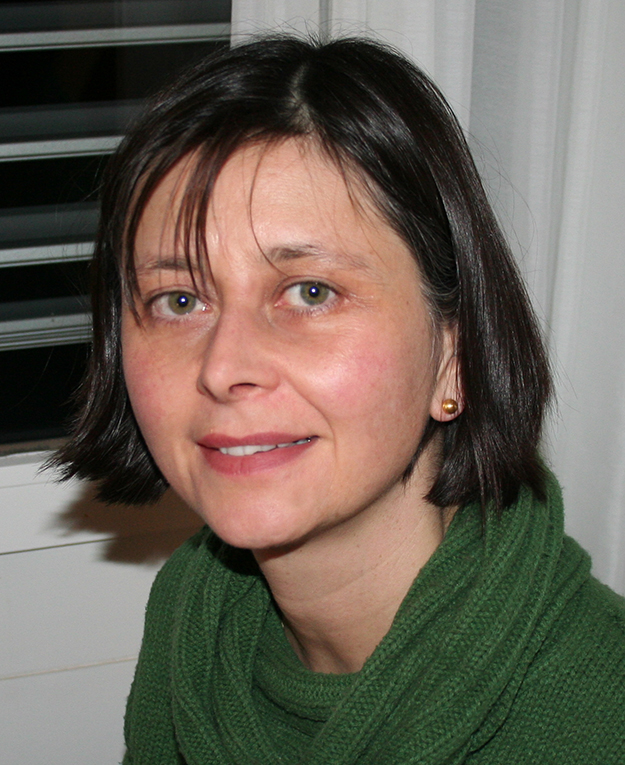
Myriam Thyes (2007)

Myriam Thyes (* 1963 in Luxemburg) ist eine luxemburgisch-schweizerische Medienkünstlerin. 

## Biografie
Myriam Thyes wuchs in Zürich auf, besuchte das Grundjahr der Höheren Schule für Gestaltung Zürich (jetzt ZHdK) und studierte von 1986 bis 1992 an der Kunstakademie Düsseldorf Malerei bei Rissa und Videokunst bei Nan Hoover. 1990 erhielt sie ein sechsmonatiges Stipendium in der Cité Internationale des Arts in Paris. Sie schloss das Studium mit dem akademischen Grad „Meisterschüler“ ab.
Seit 1994 nimmt Thyes an internationalen Ausstellungen und Festivals teil. Sie arbeitet seit 1999 vorwiegend digital in den Bereichen Videokunst, 2D-Animation, Fotomontage und Vektorgrafik. Seit 2000 realisiert sie zudem Medienkunst-Projekte im öffentlichen Raum: U.a. war sie Mitgründerin der Künstlergruppe ‚Strictly Public‘, die 2004 zur Teilnahme am Berliner Medienkunst-Festival transmediale.04 eingeladen wurde. Strictly Public zeigte bereits 2000 und 2001 Videokunst in U-Bahnhöfen Nordrhein-Westfalens und 2002 auf 26 Hauptbahnhöfen in ganz Deutschland. Die Schweizer Kunststiftung Pro Helvetia unterstützte von 2004 bis 2016 ihre Einzelausstellungen und Ausstellungsbeteiligungen. Seit 2005 wurde Thyes mehrfach zu Urban-Screens-Konferenzen über Medienkunst im öffentlichen Raum eingeladen.
Verschiedentlich in Ausstellungen und an Festivals gezeigt wurde ihr partizipatives Projekt ‚Flag Metamorphoses‘, eine seit 2005 wachsende Serie von Flash-Animationen zum Thema Flaggen, das Beziehungen zwischen Ländern thematisiert an der sich Künstler aus vielen Ländern mit eigenen Animationen beteiligen.
Thyes arbeitet an der Analyse und Umwertung bekannter Symbole. Die Künstlerin verwendet Symbole aus Politik (v. a. Flaggen und Weltkarten), Architektur, Religionen (z. B. barocke Malerei, Yin&Yang) sowie mythische Figuren aus Hollywood-Filmen und Frauenfiguren aus Kulturen vieler Länder und Epochen. Gesellschaftliche und psycho-soziale Wirkungen weit verbreiteter Bildzeichen und Mythen verarbeitet Thyes mittels Zeichnung, digitaler Collage, Video und Animation. Die Zeichen erfahren Transformationen, lösen sich auf, beginnen zu kommunizieren und gehen neue Beziehungen zueinander ein. Zitat Thyes: „Symbole für Identitäten werden zu Elementen von Dialogen.“
Myriam Thyes ist Mitglied im Deutschen Künstlerbund, wo sie mit sechs Arbeiten in der Videosammlung des 2007 gestarteten DKB-Projekts Videoarchiv vertreten ist.
Sie lebt und arbeitet in Düsseldorf.

## Preise
- 2020: Outstanding Achievement award (category: experimental films), Tagore International Film Festival, Bolpur, IN, May 2020.[7]
- 2020: Best Animation award, Wallachia Intl. Film Festival, RO.[8]
- 2020: Best Innovative Filmmaking award, African Smartphone International Film Festival, NG.[9]
- 2018: Best Video Art award, FICOCC Five Continents International Film Festival, Anzoategui, VE, March 2018.[10]
- 2017: Best Experimental award, Near Nazareth Film Festival, Israel.[11]
- 2017: Web / New Media Award, AltFF Alternative Film Festival, Toronto, CA.[12]
- 2017: Special Mention, Athens Animfest, Greece.[13]
- 2006: MultiMedia Prize, Avanca Festival, Portugal.
- 2005: Depict Award, Encounters Festival, Bristol, UK.

## Ausstellungen und Festivals
(K = mit Katalog)

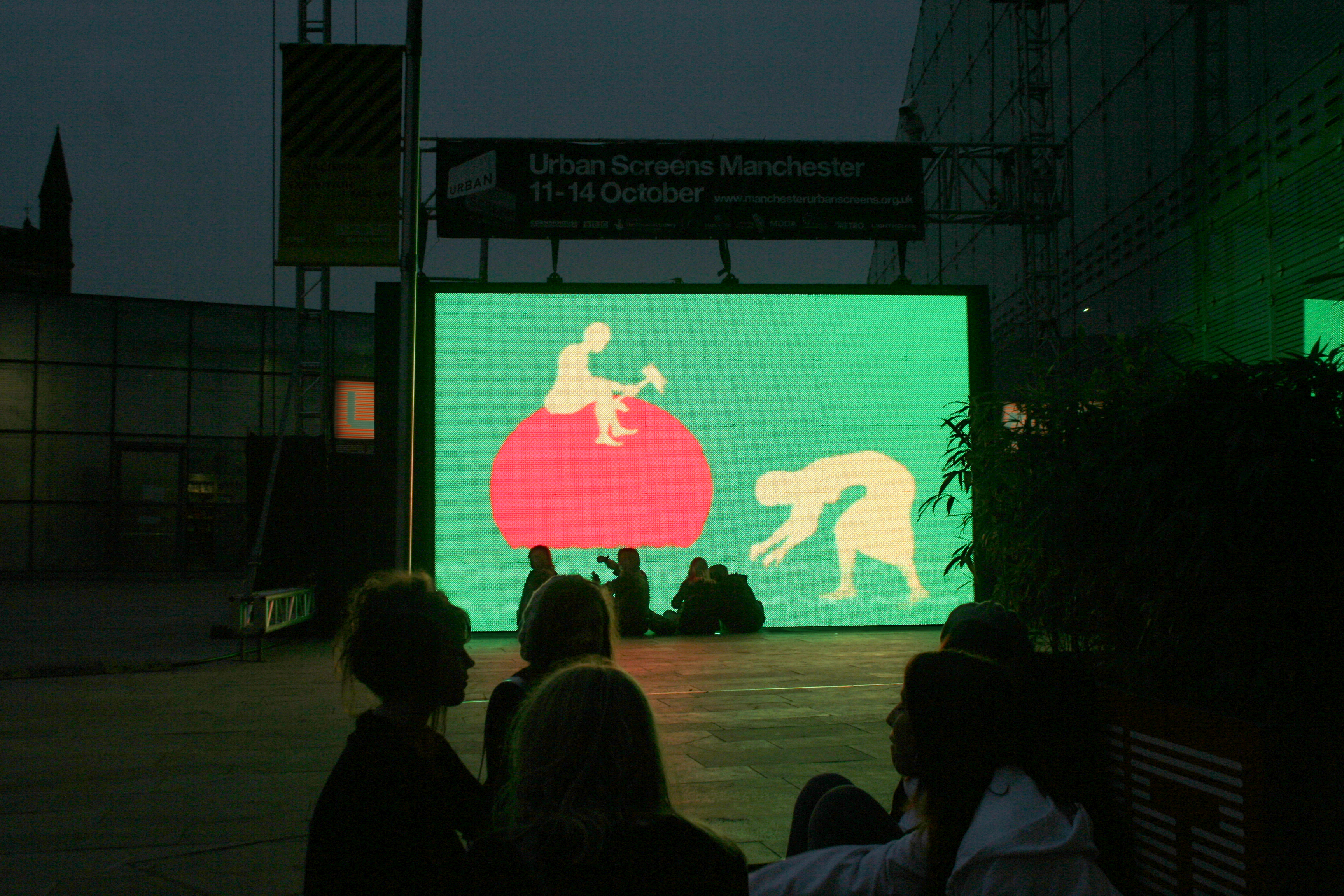
Flag Metamorphoses, Urban Screens Manchester, 2007

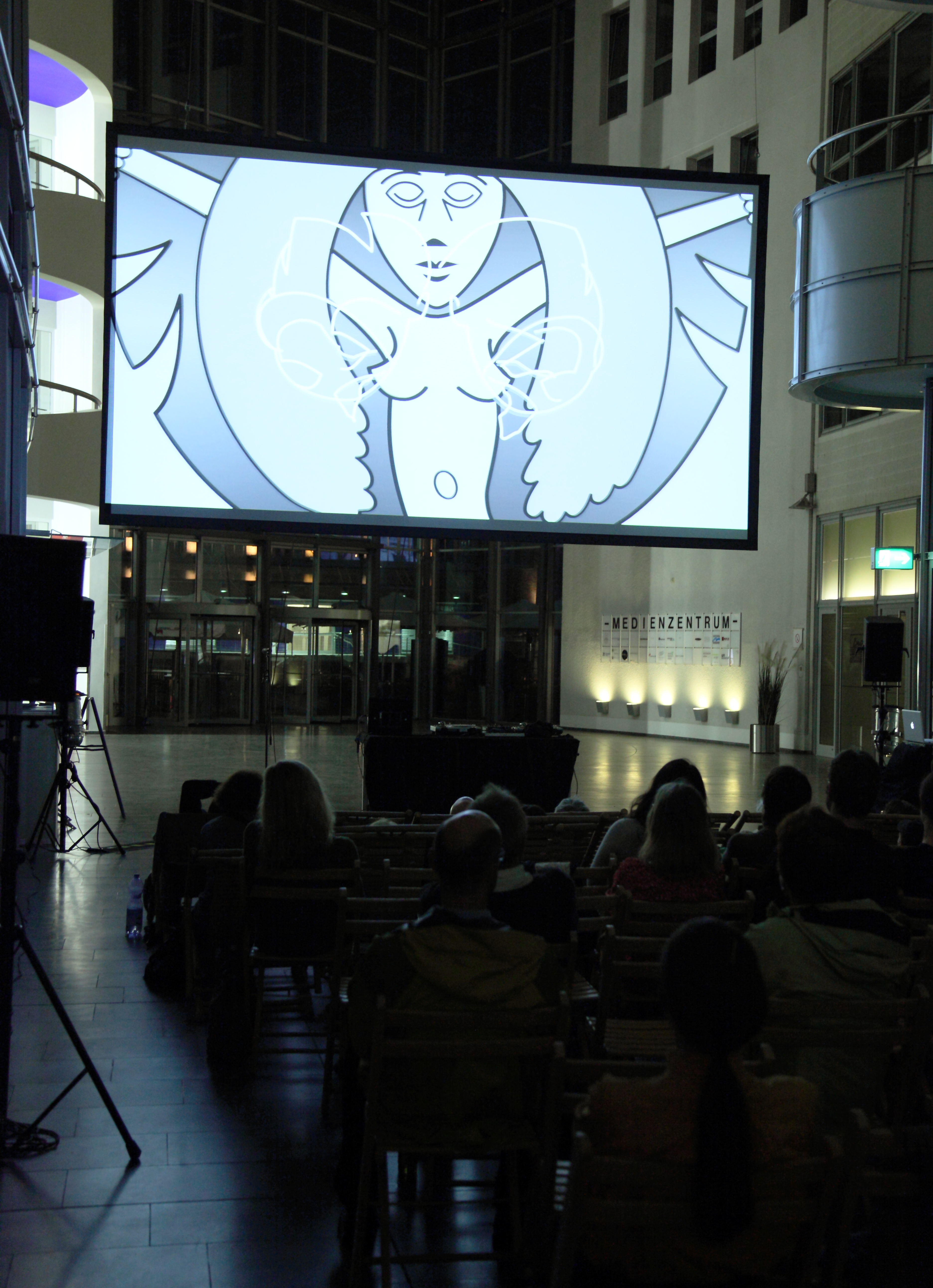
Global Vulva, Düsseldorf, 2009

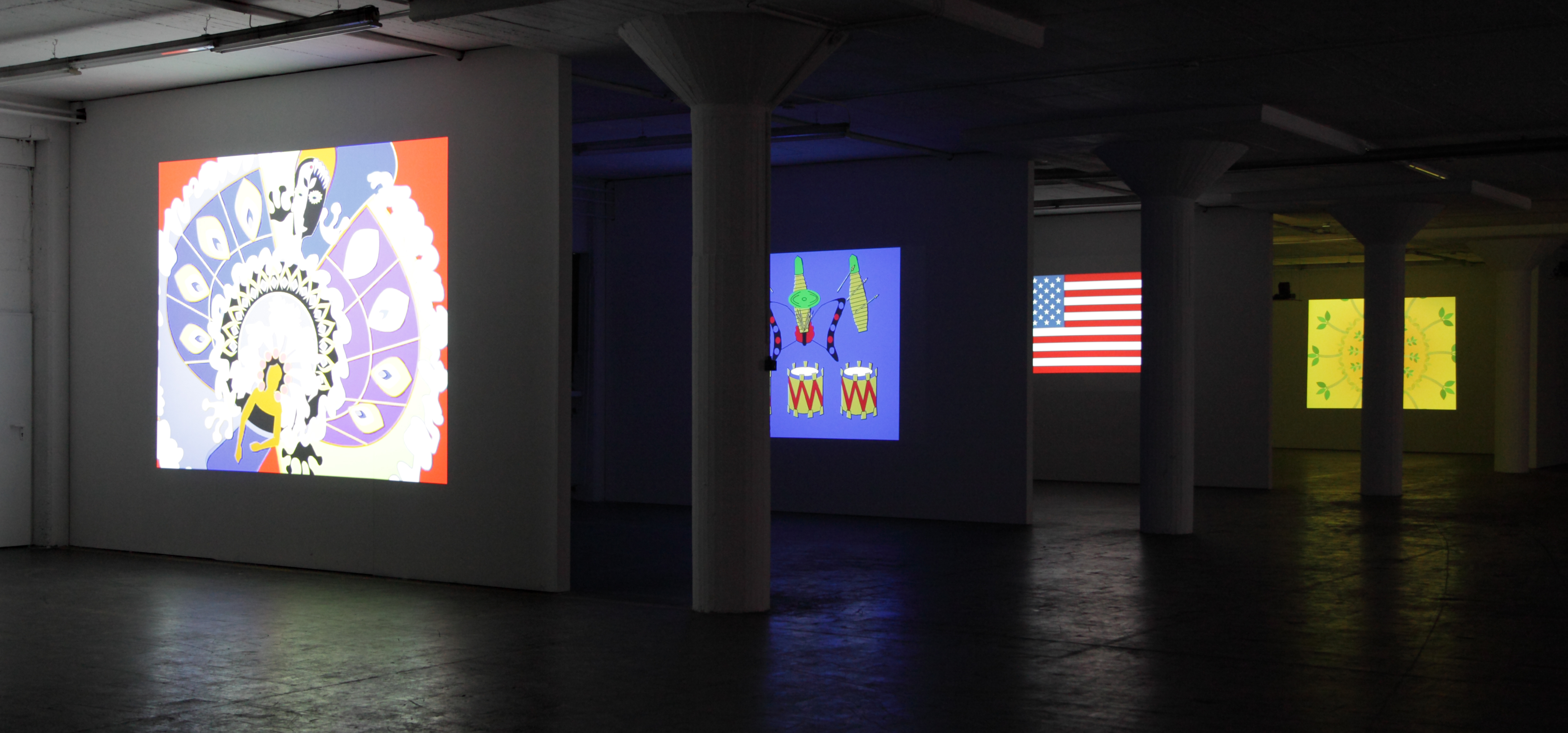
Flag Metamorphoses, CAP Cologne, Köln, 2010

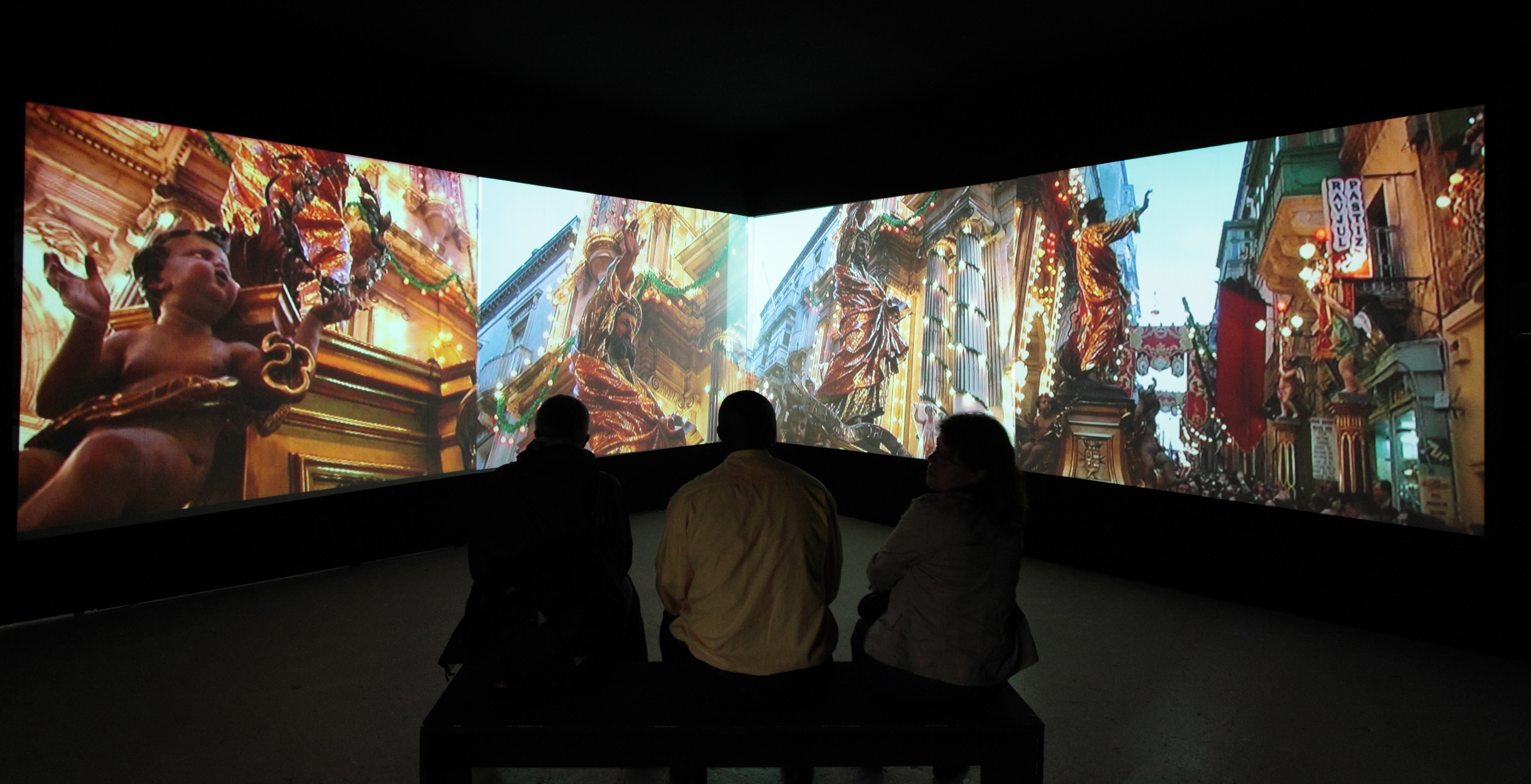
Malta as Metaphor, Shedhalle Zürich, 2011

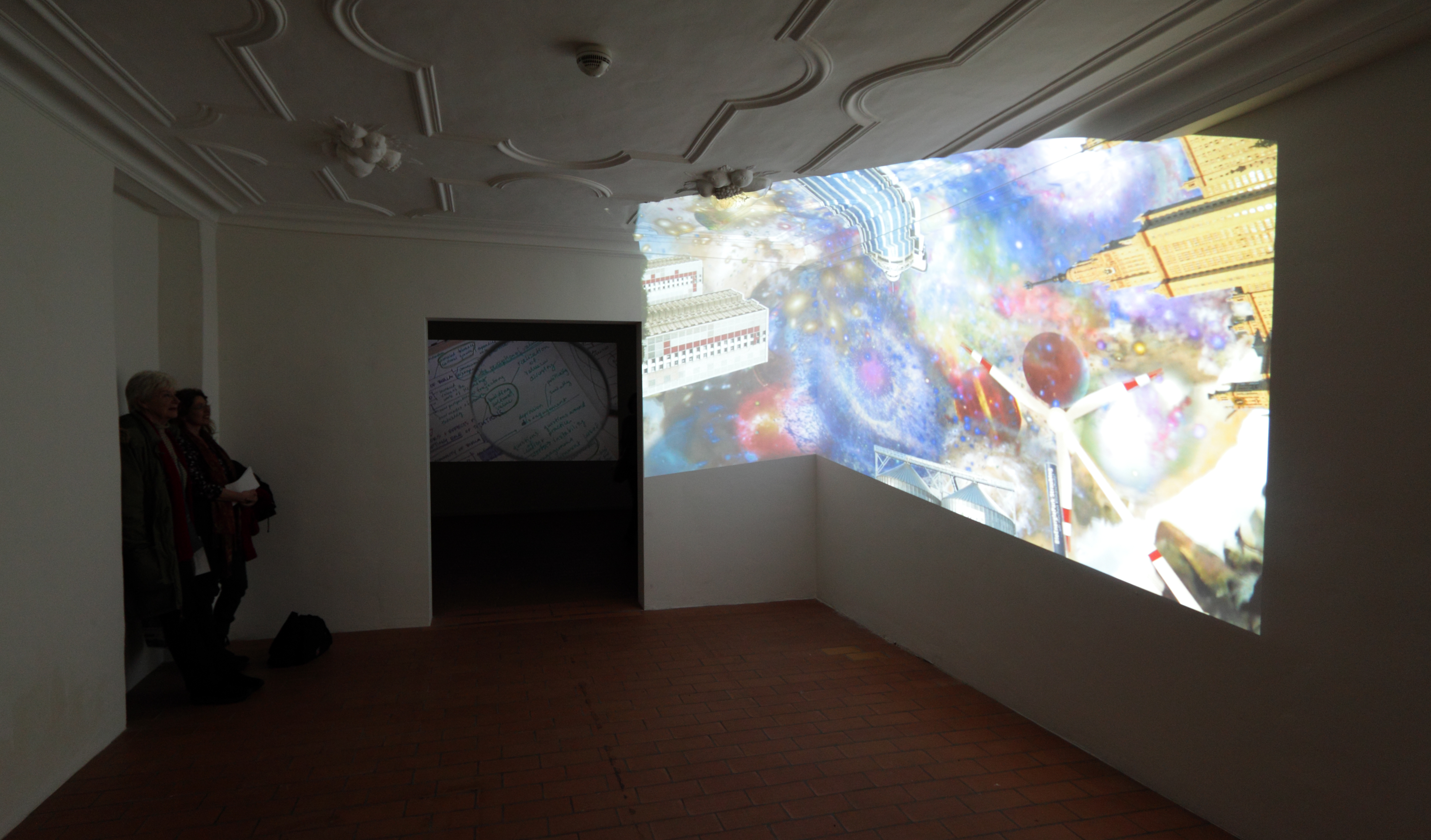
RaumWelten, Museum Bärengasse, Zürich, 2013

- 1994: Treibhaus 6, Museum Kunstpalast (damals: Kunstmuseum Düsseldorf), Düsseldorf. K
- 1997: as large as life, <rotor> Kunstverein, Steirischer Herbst, Graz, Österreich.
- 2002: Internationales Kurzfilm-Festival Hamburg.
- 2004: Transmediale, Medienkunst-Festival, Berlin.
- 2004: 11. Marler Videokunst-Preis, Skulpturenmuseum Glaskasten, Marl. K
- 2005: European Media Art Festival EMAF, Osnabrück.
- 2005: KunstFilmBiennale, Kölnischer Kunstverein, Köln. K
- 2005: Encounters Short Film Festival, Bristol, UK. Thyes erhielt den Depict! Award[14] 2005.
- FILE Festivals (Festival Internacional da Linguagem Eletrônica), Brasilien: São Paulo 2005, Rio de Janeiro 2006, Porto Alegre 2008, São Paulo 2010.[15] K
- 2006: Highlights der KunstFilmBiennale, Kunstwerke KW, Berlin.
- 2007: Timeloop – Videoart from Germany, Street Level Photoworks, Glasgow.
- 2007: WRO 07 International Media Art Biennale, Breslau, Polen.
- 2007: Perpetual Art Machine – Video Art in the Age of the Internet. Chelsea Art Museum, New York City.
- 2007: Urban Screens Conference + Public Media Art Events, Cornerhouse, Manchester.
- 2008: Nichts zu deklarieren, Triennale für Zeitgenössische Kunst, Zeppelin Museum, Friedrichshafen. K
- 2009: Beschleunigte Flaggen und Gebremste Helden, Einzelausstellung, Kunstverein Rhein-Sieg, Siegburg.
- 2011: Lieder aus dem Morast / Songs of the Swamp, Kunsthalle Exnergasse, Wien.
- 2011: Connect – Kunst zwischen Medien und Wirklichkeit, Shedhalle Zürich. K
- 2011: ISEA 2011 Istanbul.
- 2012: Glasgow Styles / Magnify Malta, Einzelausstellung, Kunstverein Duisburg. K[16]
- 2012: Enigma della modernità, Spazio Officina, Chiasso, Schweiz. K
- 2012: Bilder gegen die Dunkelheit. Videokunst aus dem Archiv der Stiftung imai. KIT – Kunst im Tunnel, Düsseldorf. K[17]
- 2012: Video Vortex #8[18], Museum für Zeitgenössische Kunst, Zagreb.[19]
- 2012: OSTRALE '012 – Homegrown, Dresden. K[20]
- 2013: RaumWelten, Museum Bärengasse, Zürich.
- 2013: OSTRALE '013 – Wir überschreiten den Rubikon, Dresden. K[21]
- 2013: SHARE PRIZE – Real Time / Real Space, Piemonte Share Festival, Turin, IT.
- 2014: RAPPORT (Patricia Lambertus und Myriam Thyes), Kunstverein Schwerin, DE.
- 2015: Motion To Space – Le Nuove Tecnologie e le Immagini, Galleria Milano + Istituto Svizzero di Roma, Mailand, IT.[22]
- 2015: Heritage, Schaumbad – Freies Atelierhaus Graz, steirischer herbst, Graz, Österreich.
- 2016: ART SPEAKS OUT, Videokunst-Programm von ikono.tv in der Ausstellung TILL IT'S GONE, Istanbul Modern, TR.[23]
- 2016: 100 Jahre Weltübergang, Schaumbad – Freies Atelierhaus Graz, steirischer herbst, Graz, Österreich.[24]
- 2017: Das geheime Leben der Dinge, Museum Villa Rot, Burgrieden-Rot.[25]
- 2018: DIE GESTE, Meisterwerke aus der Sammlung Peter und Irene Ludwig, Ludwig Galerie Schloss Oberhausen. K
- 2018: Digital Gods, Ausstellung der Digitale, Weltkunstzimmer, Düsseldorf.[26]
- 2019: Myriam Thyes - Barocke Versprechen und Konstruktive Zweifel, Kunstmuseum Ahlen (Westfalen).[27]
- 2019: B.A.R.O.C.K. Künstlerische Interventionen von Margret Eicher, Luzia Simons, Rebecca Stevenson und Myriam Thyes in Schloss Caputh[28] und in der Wunderkammer Olbricht, me Collectors Room, Berlin.[29]
- 2020: Badeverbot Welle 3, Schaumbad - Freies Atelierhaus, Parallelprogramm steirischer herbst, Graz, AT.[30]
- 2021: Doppelzimmer, Hugenottenhaus, Kassel, DE[31]
- 2021: Artists‘ Conquest, Schloss Pillnitz, Dresden, DE[32]
- 2022: HEK Net Works, virtuelle Ausstellungsreihe, HEK – Haus der Elektronischen Künste, Basel[33]

## Publikationen
- B.A.R.O.C.K. Künstlerische Interventionen in Schloss Caputh. Hrsg.: Stiftung Preussische Schlösser und Gärten Berlin-Brandenburg. Sprachen: DE, EN. Edition Cantz, Esslingen 2019. ISBN 978-3-947563-31-9
- DIE GESTE, Ausstellungskatalog Ludwiggalerie Schloss Oberhausen. Hrsg.: Christine Vogt. Kerber Verlag, Bielefeld/Berlin 2018, ISBN 978-3-7356-0506-1,
- Thinking Through Digital Media – Transnational Environments and Locative Places, Dale Hudson, Patricia R. Zimmermann, Palgrave Macmillan, New York 2015, ISBN 978-1-137-43362-6.
- Bilder gegen die Dunkelheit – Videokunst aus dem Archiv des imai. KIT Kunst im Tunnel, Düsseldorf 2012.
- Myriam Thyes – Glasgow Styles / Magnify Malta. Hrsg. Kunstverein Duisburg, Kehrer Verlag, Heidelberg 2012, ISBN 978-3-86828-276-4.
- Connect – Kunst zwischen Medien und Wirklichkeit. Hrsg. Shedhalle Zürich / Schweizer Bundesamt für Kultur. Verlag für Moderne Kunst, Nürnberg 2011, ISBN 978-3-86984-246-2.
- Pixels and Places – Video Art in Public Space. Hrsg. Catrien Schreuder. NAi Publishers, Rotterdam 2010, ISBN 978-90-5662-738-6.
- Re-Imagining Animation. Paul Wells und Johnny Hardstaff. AVA Academia publishing, Lausanne, 2008, ISBN 978-2-94037369-7.
- Nichts zu deklarieren, 4. Triennale zeitgenössischer Kunst Oberschwaben. Ausstellungskatalog. Verlag für moderne Kunst, Nürnberg 2008, ISBN 978-3-940748-27-0.
- Myriam Thyes – UmBildungen/ReVisions. Hrsg. Stiftung imai – inter media art institute. Kehrer Verlag, Heidelberg 2007, ISBN 978-3-939583-46-2.
- Marler Medienkunst-Preise. Skulpturenmuseum Glaskasten, Marl 2004.
- Treibhaus 6. Museum Kunstpalast, Düsseldorf 1994.